# علي الزيدي
علي الزيدي: ولد بجزر قرقنة في 2 أوت 1947، مؤرخ جامعي تونسي مختص بالتاريخ المعاصر.

## تكوينه
تلقى علي الزيدي تعليمه في المدرسة الفرونكوعربية للبنين بمولانفيل (الهادي السعيدي طريق تونس) بصفاقس ثم في الشعبة "أ"،التي تم إحداثها بموجب قانون إصلاح التعليم التونسي عام 1958، بالمدرسة الثانوية طريق العين بالمدينة نفسها بدل التعليم الزيتوني بشعبتيه العلمية والعصريّة ، وأحرز على شهادة الباكالوريا عام 1967، ثم التحق بسوريا حيث أحرز على الإجازة في التاريخ من كلية الآداب بجامعة دمشق عام 1972. وإثر عودته إلى تونس، سجل بكلية الآداب والعلوم الإنسانية بتونس ليحرز عام 1978 على شهادة الكفاءة في البحث في التاريخ أي ما يعادل الماجستير، ثم أعد وناقش أطروحة دكتوراه في التاريخ المعاصر عام 1984، ثم ناقش أطروحة دكتوراه الدولة عام 2003 حول موضوع دور الزيتونيين في الحركة الوطنية التونسية.

## مساره المهني
بعد عودته من سوريا إلى تونس عام 1972، انتدب لتدريس مادتي التاريخ والجغرافيا بالمعاهد الثانوية وفي عام 1986، وإثر حصوله على شهادة الدكتوراه انتدب للتدريس بالتعليم العالي برتبة مساعد حيث اشتغل بكلية الآداب والعلوم الإنسانية بتونس مع تقديم دروس تطبيقية بالمعهد الأعلى للتوثيق بتونس إلى عام 1990. وارتقى في الأثناء إلى رتبة أستاذ مساعد. ثم التحق للتدريس بكلية الآداب والعلوم الإنسانية بصفاقس حيث أسس قسم التاريخ، الذي ترأسه إلى عام 1992 وفي هذا العام التحق بدار الدائرة للنشر والتوثيق بالرياض في نطاق التعاون الفني وبقي هناك لمدة أربع سنوات حيث عاد عام 1996 إلى مركز عمله السابق بكلية الآداب بصفاقس وارتقى عام 2004 إلى رتبة أستاذ محاضر، وعام 2008 إلى رتبة أستاذ تعليم عال.

## أبحاثه
يتمحور اهتمام علي الزيدي حول تاريخ التعليم وجامع الزيتونة في تونس المعاصرة، وقد نشر العديد من الأبحاث ضمن كتب جماعية أو مجلات متخصصة من بينها خاصة المجلة التاريخية المغاربية. كما نشر الكتب الخمسة التالية:
1. تأريخ النظام التربوي للشعبة العصرية الزيتونية (1951-1965)، منشورات المعهد الأعلى لتوثيق بتونس 1986، وهو عبارة عن أطروحته لدكتوراه المرحلة الثالثة في التاريخ. وقام بتقديمه الأستاذ المشرف عبد الجليل التميمي.
2. الزيتونيون: دورهم في الحركة الوطنية التونسية من 1904 إلى 1945، منشورات مكتبة علاء الدين وكلية الآداب والعلوم الإنسانية بصفاقس، 2007. وهو عبارة عن أطروحته لدكتوراه الدولة في التاريخ، وقام بتقديمه الأستاذ المشرف عبد الجليل التميمي.
3. تاريخ التعليم بقرقنة خلال الفترة الاستعمارية (1883-1955)، منشورات كلية الآداب والعلوم الإنسانية بصفاقس ومركز سرسينا للبحوث في الجزر المتوسطية بقرقنة، صفاقس 2008.
4. دراسات في تاريخ التعليم بالبلاد التونسيّة في الفترة المعاصرة، منشورات منتدى الفارابي للدراسات والبدائل، صفاقس، 2014.
5. التعليم بجهة صفاقس قبيل الاستعمارية الفرنسي، منشورات دار بيرم للنشر والتوزيع، صفاقس، 2017.